# Roseta de Gironella
A Gironella o Roseta de Gironella és una cançó tradicional catalana.
Es pot ubicar el seu origen a Gironella, un poble de la comarca del Berguedà. No obstant això, la seva transmissió popular n'ha fet canviar en algunes versions el topònim per d'altres amb una sonoritat semblant, com ara Olivella o Solivella. Per exemple, sota el nom Roseta d'Olivella va ser popularitzada per Pau Riba i el Grup de Folk, i després inclosa al recopilatori Banda Sonora d'Un Temps, d'Un País de Joan Manuel Serrat.
Diu la història que la Roseta de Gironella fou molt coneguda al Berguedà. Amb la tonada d'aquesta cançó se celebraven ballades a diversos aplecs de la contrada; a vegades, les dones que feinejaven pel camp l'utilitzaven també com a base d'una mena de dansa de caràcter màgico-mimètic en què, agafades de dues en dues per la cintura, saltaven i giravoltaven al seu so.
Actualment forma part del repertori de balls de gegants de les festes de La Patum de Berga.

## Versió popular viva
Els vilatans de Gironella anomenen aquesta cançó "A Gironella" i la canten en una versió de 3 estrofes, que explica una història d'amor no correspost entre un galan i una pubilla. L'estructura musical d'aquesta versió popular viva actualment (2011) és la mateixa que la que figura en l'anàlisi de més avall.
| A Gironella una vila tan bella, n'hi ha una donzella que a mi em fa penar. Si els seus ho volen, se n'aconsolen, desitjaria poguer-m'hi casar. Jo en vaig i en vinc de la vora, vora de l'aigua; jo en vaig i en vinc de la vora, vora del riu. Ara i com sempre, Rosa, Roseta, ara i com sempre l'amor manteniu. | Quatre vegades la n'he demanada, quatre vegades que m'han dit que no. Quatre vegades, quatre carbasses; Déu en conservi la bona llavor. Jo en vaig i en vinc... | Quan ja en passava pels plans de Corbera em giro enradera i em poso a plorar. Ai! adéu vila de Gironella tu n'ets la causa si me'n "tinc d"'anar. Jo en vaig i en vinc... |

## Partitura

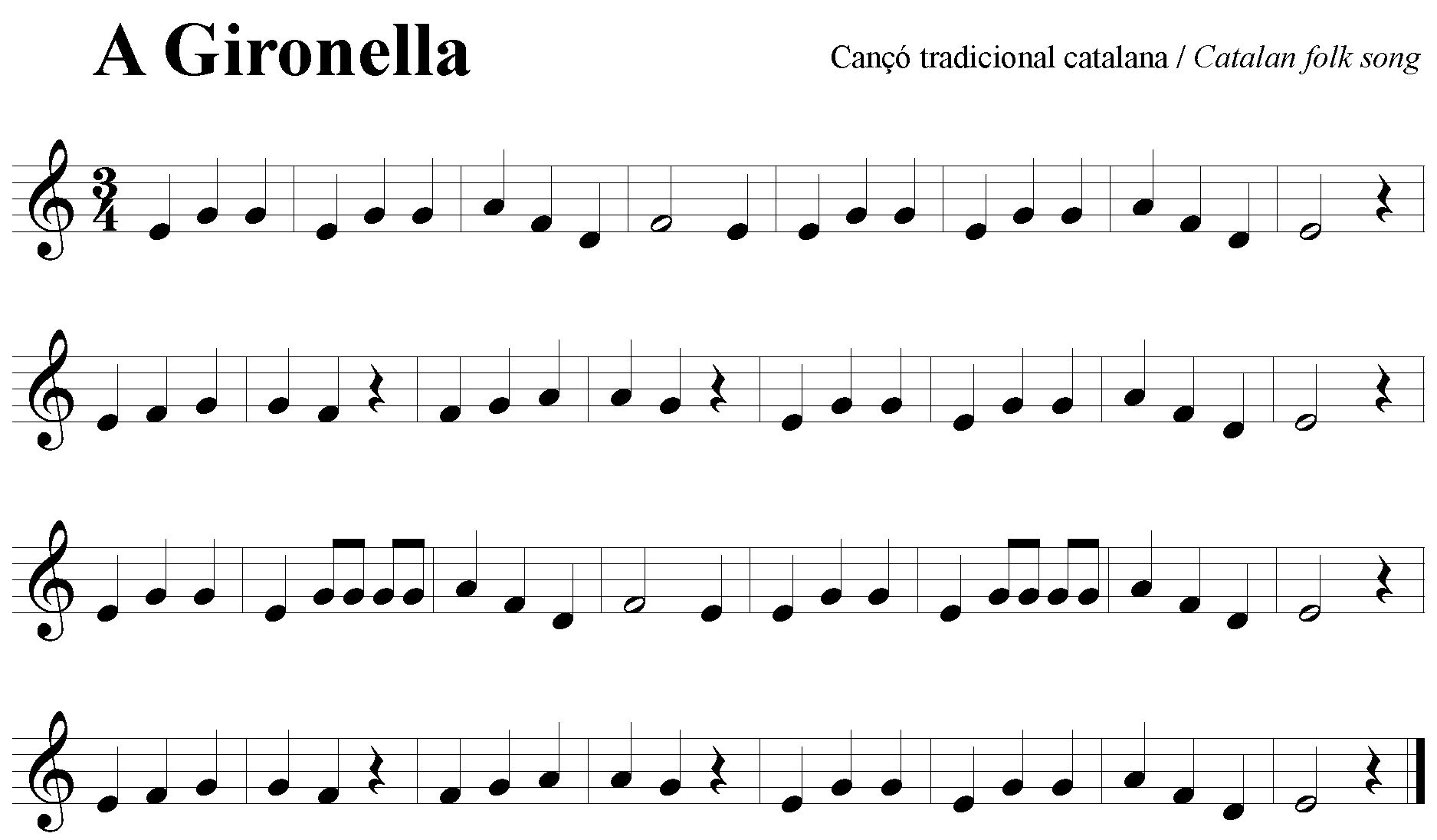
Versió de la cançó que actualment encara es canta a Gironella.

## Altres versions de la lletra
La següent versió d'aquesta lletra és menys coneguda a la vila. Mn. Joan Serra i Vilaró la va recollir en el Cançoner del Calic els anys 1908-1909. Ja apareixia publicada al cançoner de Pelai Briz, Cançons de la terra de 1866-1884.
| A Gironella, que és vila molt bella, hi ha una donzella que a mi em fa penar. Si els seus ho volen, se n'aconsolen, desitjaria poguer-m'hi casar. Jo en vaig i en vinc de la vora, vora de l'aigua; jo en vaig i en vinc de la vora, vora del riu. Rosa, Roseta, ara com sempre, Rosa, Roseta l'amor me'n teniu. | La vostra cara és una primavera un jardí n'era de totes les flors. De les donzelles sou la més bella; no hi ha altra estrella comsenblanta a vós. Jo en vaig i en vinc ... | Una roseta teniu a la cara; una a la cara i una altra en el front. Els vostres ulls són dos estrelles que m'enlluminen a la fi del món. Jo en vaig i en vinc ... | Els vostres ulls, cabells i orelles; pits i mamelles, me'n tenen lligat; Les vostres trenes ne són cadenes que me n'arrastren sense pietat. Jo en vaig i en vinc... | Quan jo hi venia, a la rectoria m'hi divertia amb la meva amor; m'hi divertia tant com podia; la gent parlava de nosaltres dos. Jo en vaig i en vinc ... | Per Sant Andreu a la plaça ballen; gentil Roseta, divertim-s'hi bé; Potser serà l'última vegada, gentil minyona, que amb vós ballaré. Jo en vaig i en vinc ... | Quan jo hi passava, al pla de Corbera, giro endarrera I em poso a plorar. Dic: -Adéu, vila! Dic: -Adéu, nina! Tu n'ets la causa si me'n tinc d'anar. Jo en vaig i en vinc ... |

## Anàlisi de la cançó
- Autors de la música: tradicional catalana
- Mètrica: ternària simple
- Compàs: 3/4
- Tonalitat: Do Major
- Àmbit: Re3 a La3
- Estructura: A B A’ B
- Compassos: 32

Al Cançoner virtual Prodiemus se'n troba un text, una transcripció, l'anàlisi musical d'aquesta cançó i algunes propostes didàctiques interdisciplinàries.